# Pyrus sicanorum
Il pero dei Sicani (Pyrus sicanorum Raimondo, Schicchi & P.Marino, 2006) è una specie della famiglia delle Rosacee endemica della Sicilia. 
Per quanto affine a Pyrus pyraster la nuova specie se ne discosta soprattutto per  un diverso rapporto lunghezza/larghezza delle foglie, la forma e le dimensioni del frutto.

## Descrizione

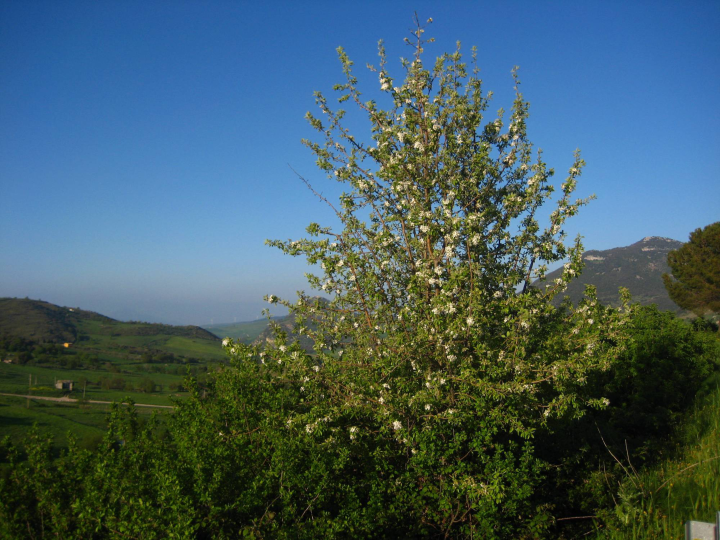
Pianta di Pero siano

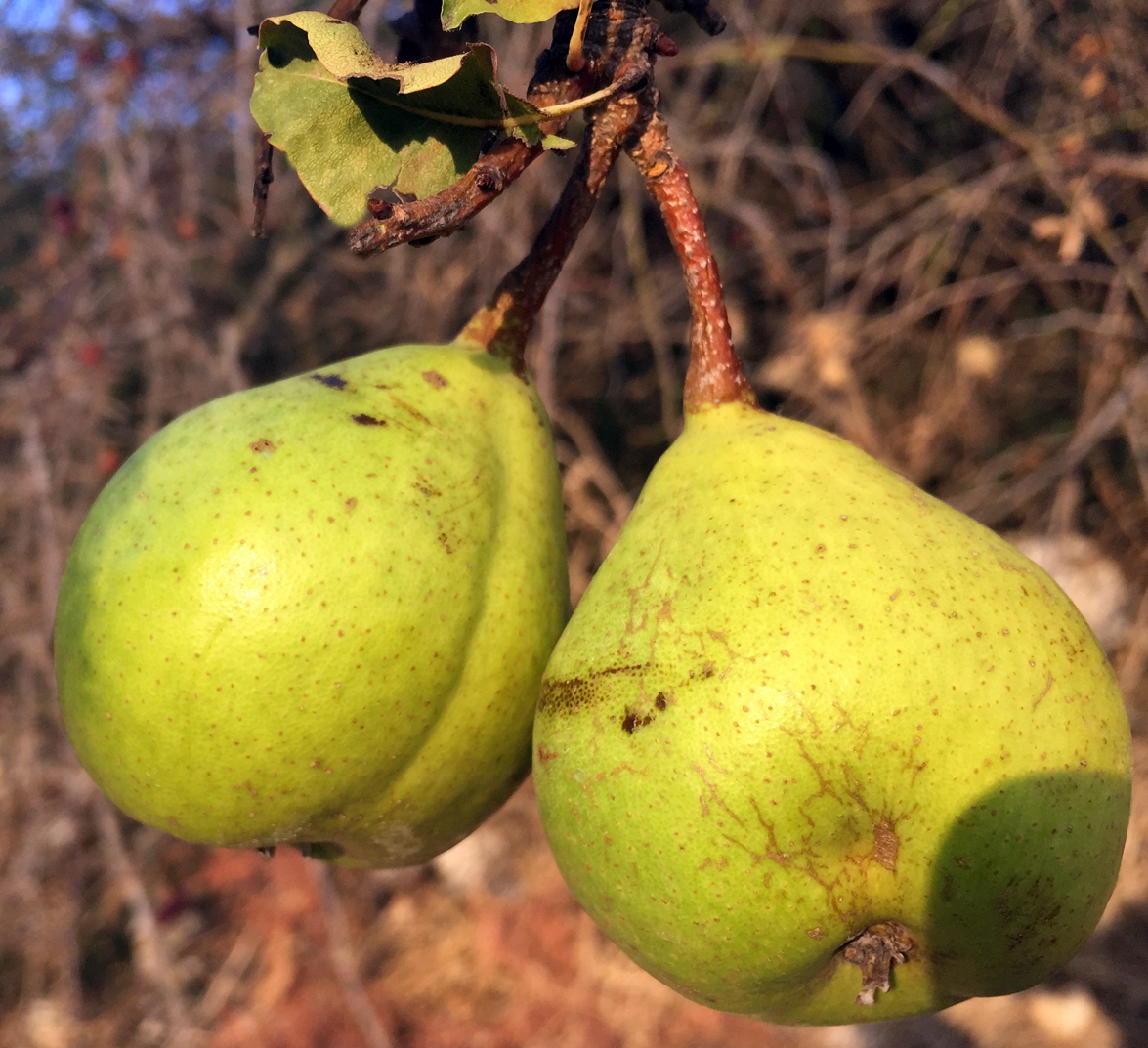
Particolare dei frutti

Albero medio, spinescente, eretto, con  rami assurgenti e chioma tendenzialmente cilindrica; corteccia da grigio a bruno-rossastra.

### Foglie
Foglie con lamina da lanceolata ad ellittica, con margine intero, ondulato o leggermente crenulato; base acuta ed apice da acuto ad acuminato, leggermente mucronato; picciolo glabro o con pochi e sparsi peli semplici. Stipole lineari, precocemente caduche.

### Fiori
Corimbo di 5-7 fiori. Calice con sepali lineari-triangolari, lanosi. Corolla con petali da obovati ad oblunghi, leggermente asimmetrici, con unghia evidente e pronunciata. Stami 20 di cui 10 più corti. Stili 5, di diversa lunghezza, pelosi nella parte inferiore.

### Frutti
Pomo turbinato-cidoniforme, di grossa dimensione. Calice da persistente a semipersistente.

## Distribuzione e habitat
Pyrus sicanorum è presente nel settore centro-occidentale dell'Isola, facente capo al sistema orografico dei Monti Sicani.